# Blepharella fascipes
Blepharella fascipes là một loài ruồi trong họ Tachinidae.